# Nový katolický hřbitov v Drážďanech
Nový katolický hřbitov, také Vnější katolický hřbitov je druhý katolický hřbitov nacházející se v Drážďanech ve čtvrti Friedrichstadt v ulici Bremer Straße 20. V celém svém rozsahu je historickou památkou.

## Historie
Starý katolický hřbitov (německy Alte Katolische Friedhof) ležící nedaleko Vnitřního Matoušova hřbitova (německy Inneren Matthäusfriedhofs) v Drážďanech byl rozšířen v roce 1724, rozšiřování pokračovalo až do roku 1824 do současné velikosti. Jako jediný katolický hřbitov byl o 50 let později opět příliš malý, proto bylo rozhodnuto o vytvoření nového pohřebiště pro katolíky. Základní kámen byl položen v roce 1875 bezprostředně vedle Vnějšího Matoušova hřbitova (německy Äußeren Matthäusfriedhof). Dnes všechny čtyři hřbitovy se nacházejí ve čtvrti Friedrichstadt.
Dvoupodlažní márnice, dům správce a administrativní budovy byly postaveny v roce 1875 podle plánu architekta Carla Adolpha Canzlera. Další hřbitovní sál s plochou valbovou střechou byl postaven kolem roku 1910. Interiér márnice byl rekonstruován v roce 1977. Hřbitov byl původně navržen jako protáhlý obdélník se symetrickými polohami hrobů. V roce 1915 byl hřbitov rozšířen západním směrem, na východ se pak připojil na Vnější Matoušův hřbitov.

## Hroby slavných osobností
Nejslavnější osoba pohřbená na tomto hřbitově je malíř Ludwig Richter. Jeho první náhrobek představoval vysoký černý kříž. Ten byl v roce 1984 nahrazen stélou, na níž se nachází kříž na přistavěném domku. Další pohřbenou osobností je hrabě Nikolaus von Seebach. Stěnu hrobky zdobí světlý kříž na podstavci. Rozštěpený kříž na hrob kněze Wolfganga Luckhaupta vytvořil umělec Friedrich Press. Sestry Nazaretu, svatého Františka z kláštera v Drážďanech mají více společných hrobů ve staré i nové části hřbitova. Společný hrob Kongregace sester sv. Elisabethy a společenství sboru sv. Josefa v Drážďanech se nachází v severovýchodní části hřbitova. Hrobka sester Kongregace Milosrdných sester svatého Karla Boromejského se skládá z několika hrobových kamenů, nachází se na staré části hřbitova. Další osobností pohřbenou na tomto hřbitově je papežský komoří a voják Alexander Salvator von Pereira.

## Památníky
Na hřbitově se nachází památníky obětem války. Jeden z nich připomíná oběti fašismu ze 14 různých zemí světa. Pamětním kamenem je také vzpomenuto na 128 obětí z Československa. Další památník připomíná padlé z první a druhé světové války, jako i oběti nacionálně socialistického násilí a oběti z bombardování Drážďan. Další památník se týká dvanácti členů odbojové skupiny Black Legion z Gostyńě v Polsku, kteří byli ze dne 23 na 24. června 1942 popraveni.